# روسودانا تاوریزیان
روسودانا لئونیدووا تاوریزیان (ارمنی: Ռուսուդանա Լեոնիդովնա Թավրիզյան؛  زادهٔ ۲۳ ژوئیهٔ ۱۹۱۰ - درگذشته ۲۵ ژوئیهٔ ۲۰۰۰) هنرمند باله اهل ارمنستان بود.

## زندگی‌نامه
وی در ۲۳ ژوئیهٔ ۱۹۱۰ در تفلیس به دنیا آمد و از مدرسه رقص لنینگراد فارغ‌التحصیل گشت. از سال ۱۹۳۶ به عنوان تک‌رقصنده در تالار اپرای ایروان فعالیت می‌کرد. وی همچنین برنده جوایزی همچون هنرمند مردمی ارمنستان شوروی (۱۹۵۰) شد. وی در ۲۵ ژوئیهٔ ۲۰۰۰ در سن ۹۰ سالگی در مسکو درگذشت

## یادداشت
1. ↑  Լենինգրադի պարարվեստի ուսումնարան